# Liste in Landau in der Pfalz geborener Personen
Die Liste gebürtiger Landauer enthält Personen, die in Landau in der Pfalz (einschließlich der früher selbständigen und im Laufe der Zeit eingemeindeten Orte) geboren wurden.

## Jahrgänge vor 1800

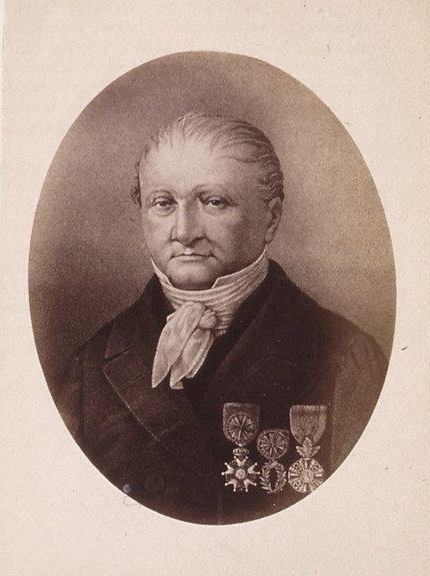
Karl Heinrich Schattenmann

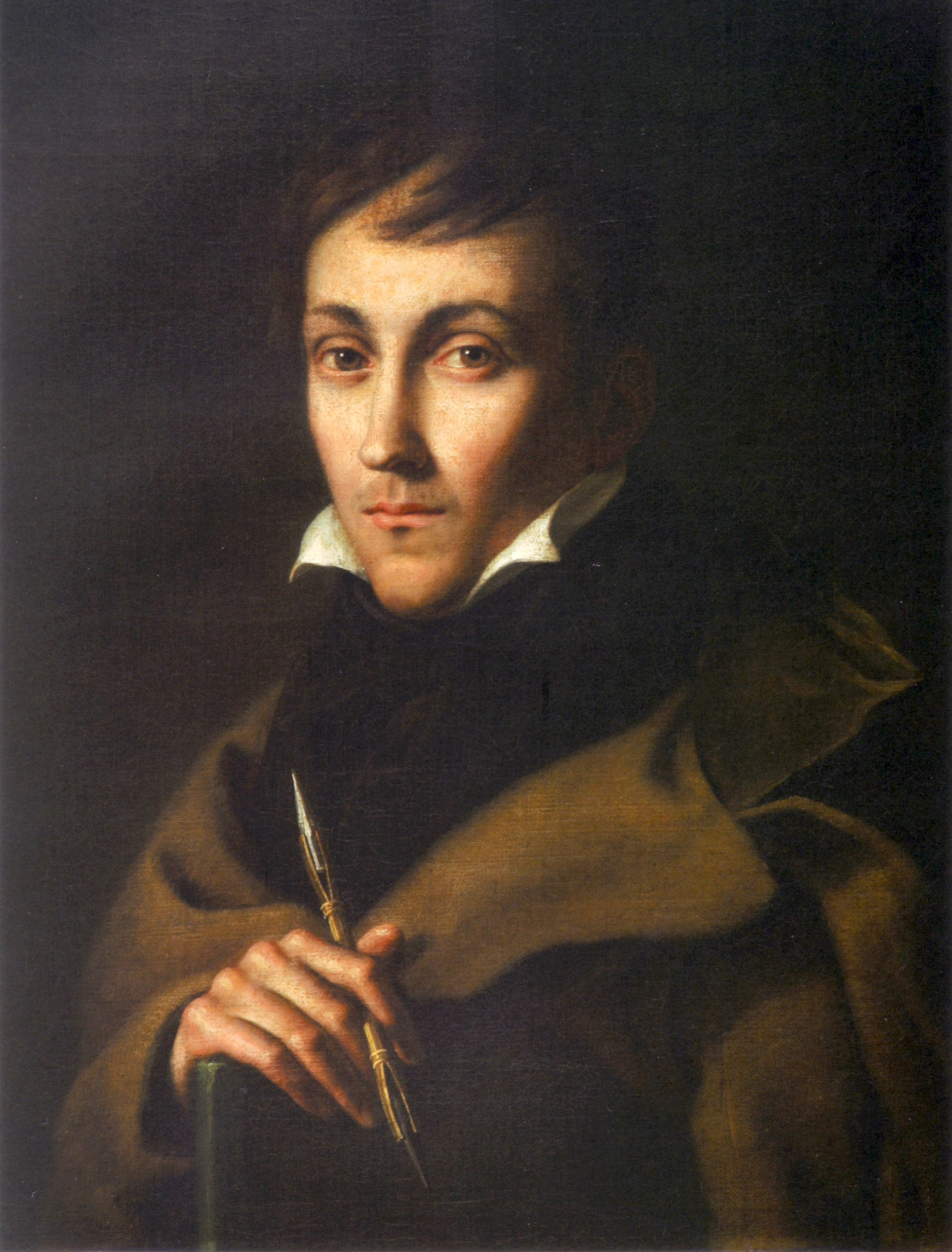
Charles-Frédéric Soehnée

Friedrich Norbert Mahla

Rudolf Joseph Jakob Weiß

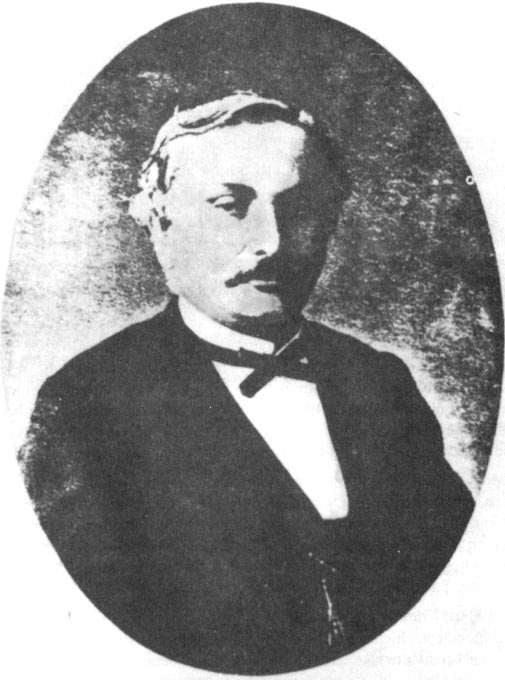
Michel Bréal

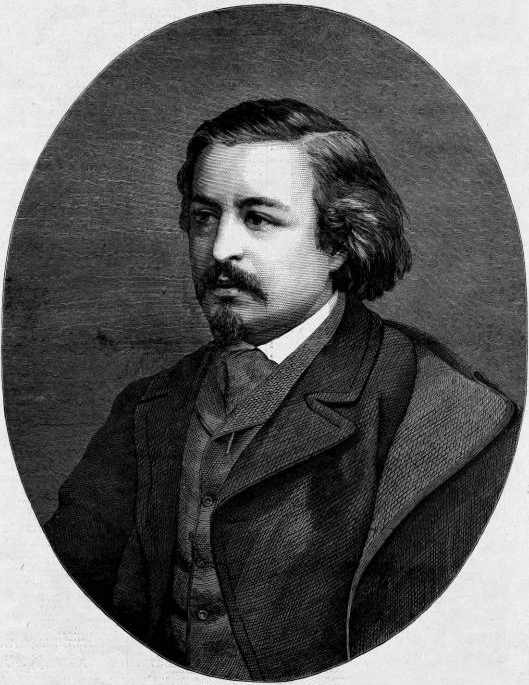
Thomas Nast

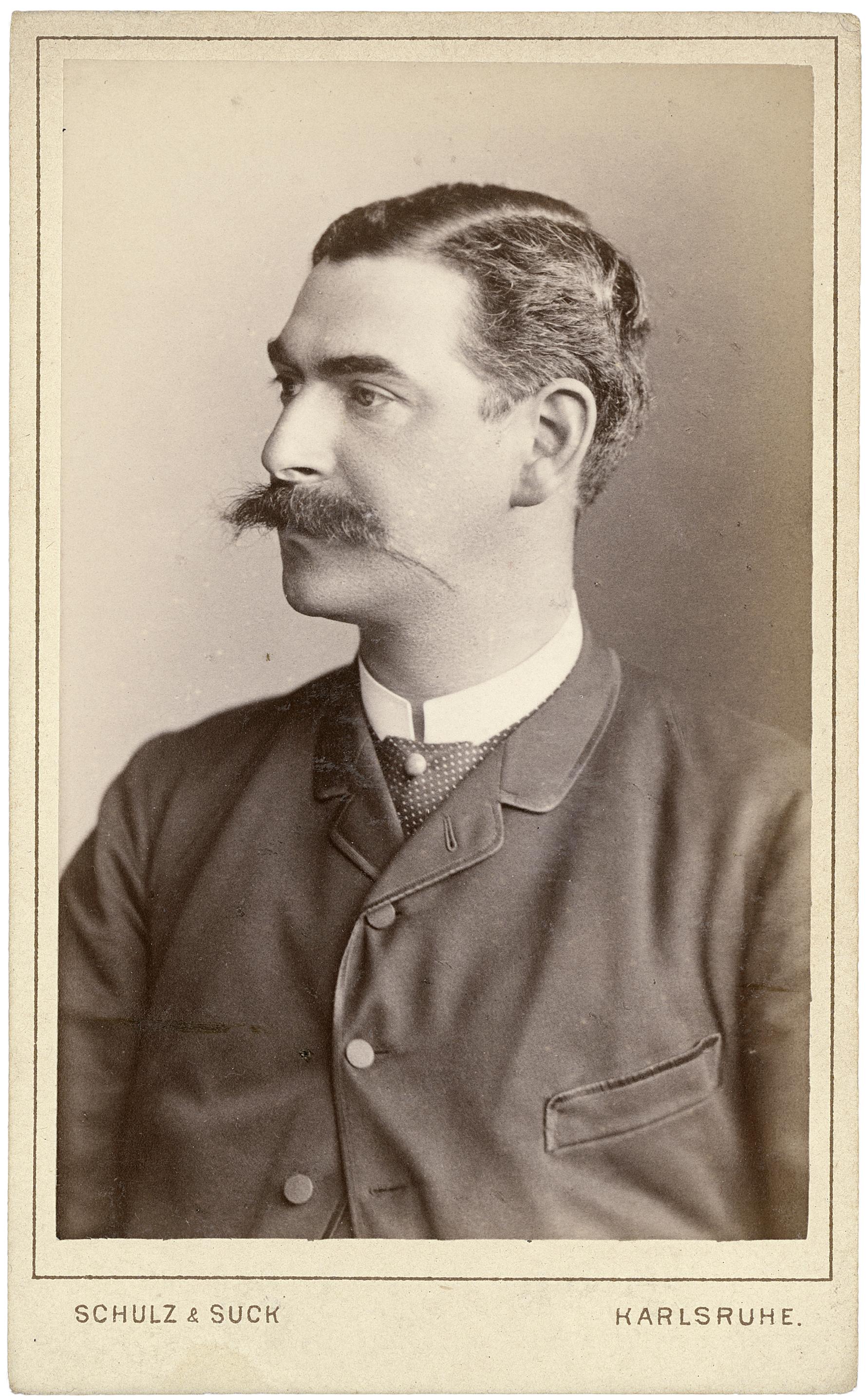
Ludwig Levy

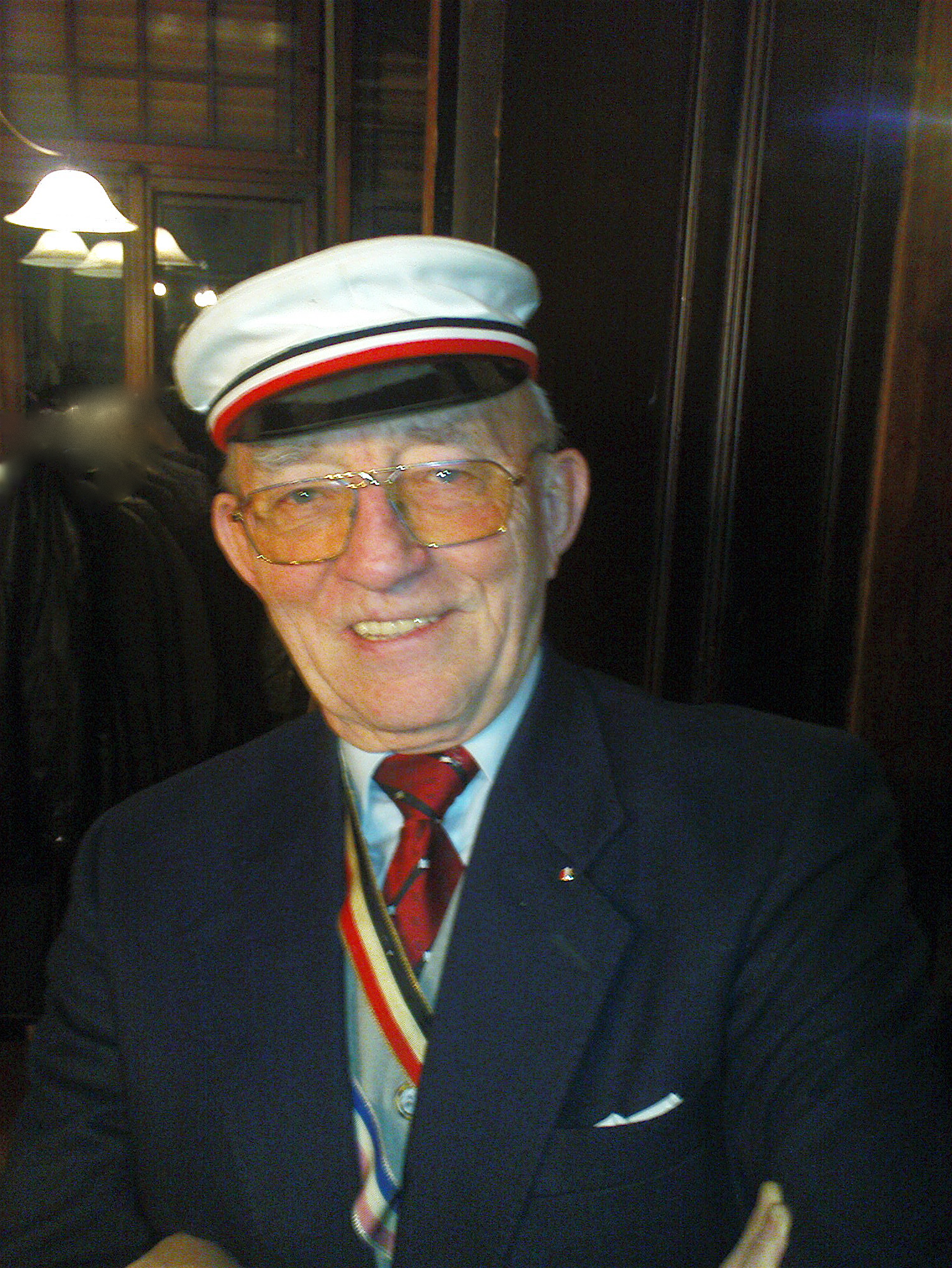
Hermann Rink

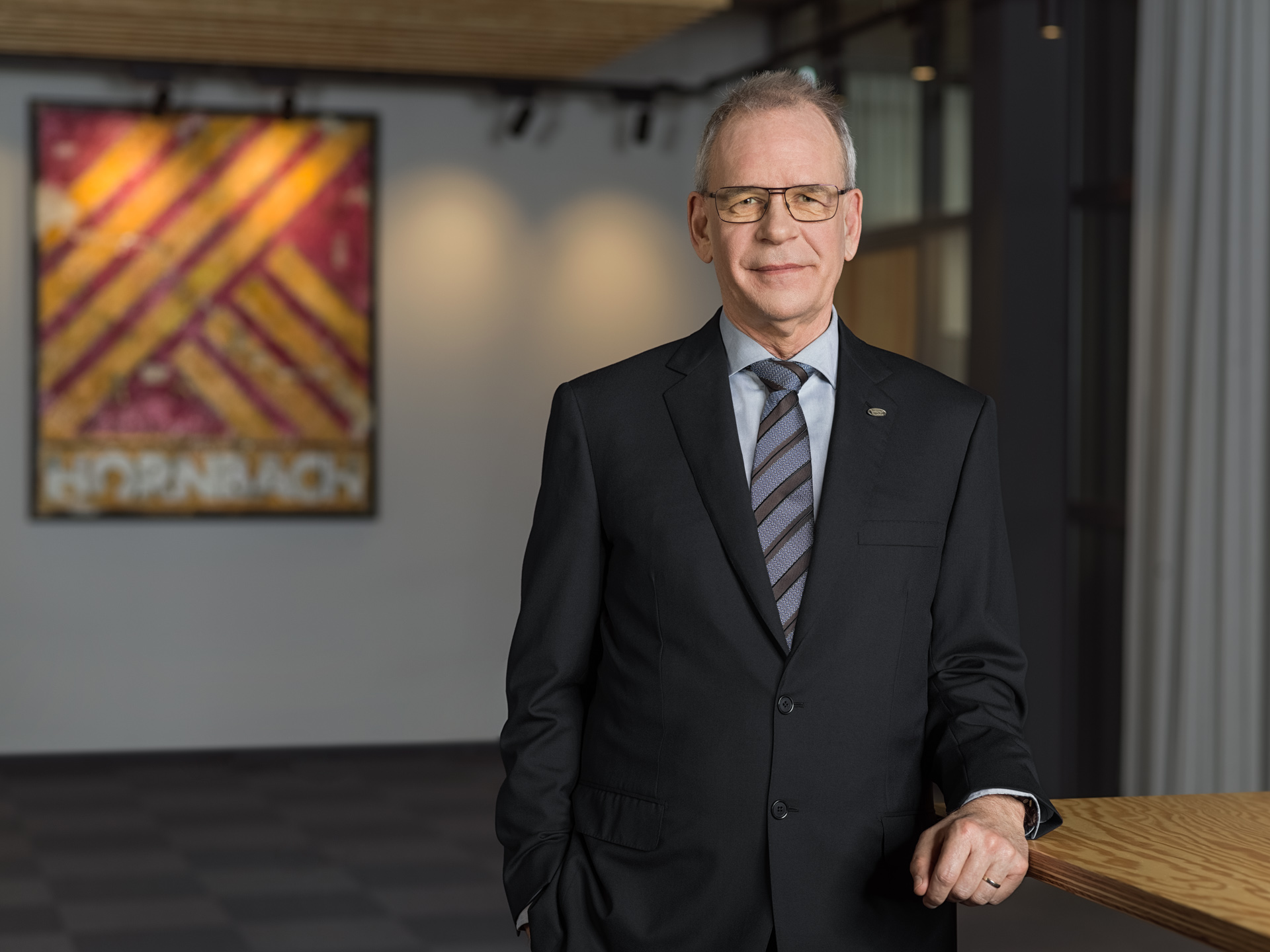
Albrecht Hornbach

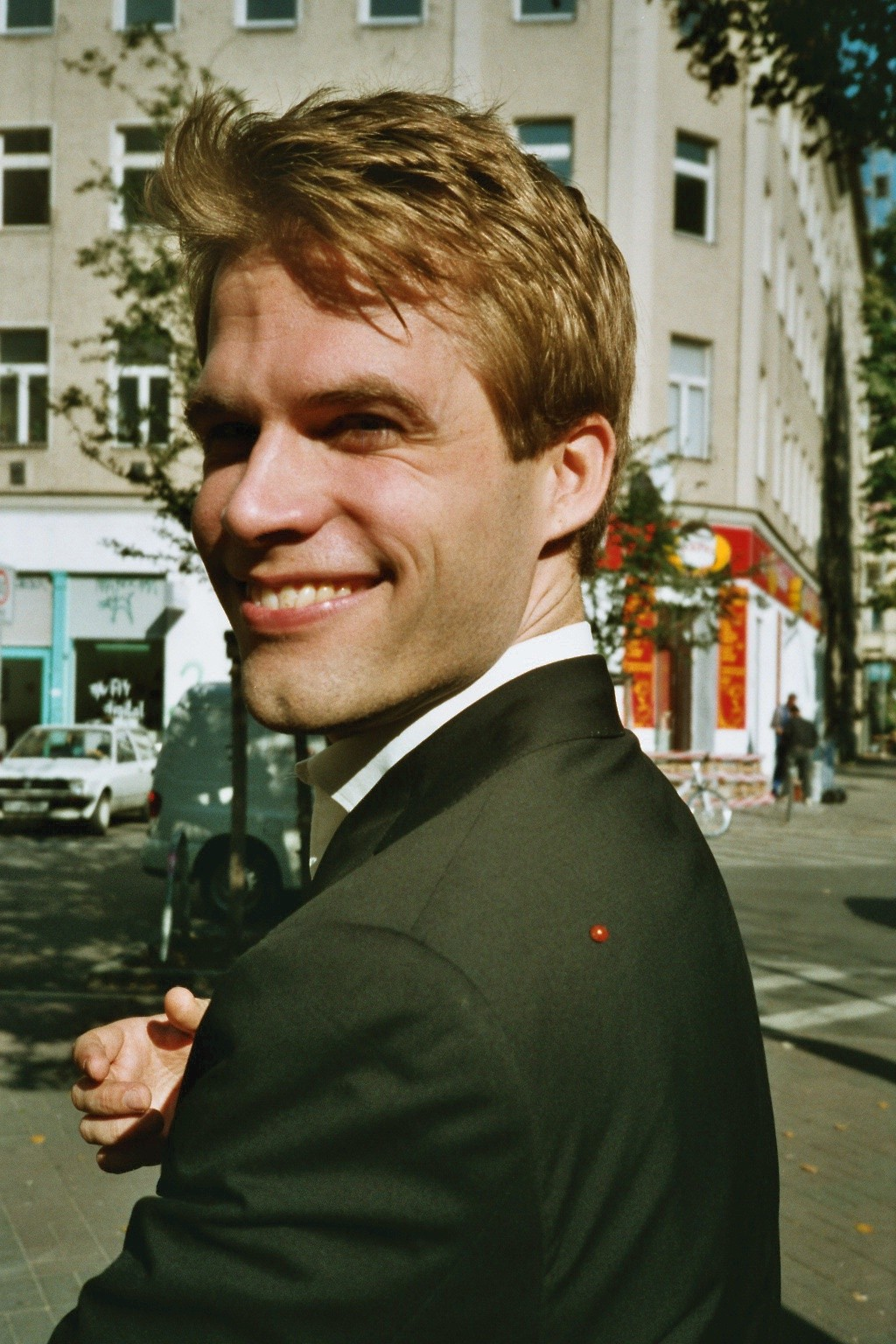
Bas Kast

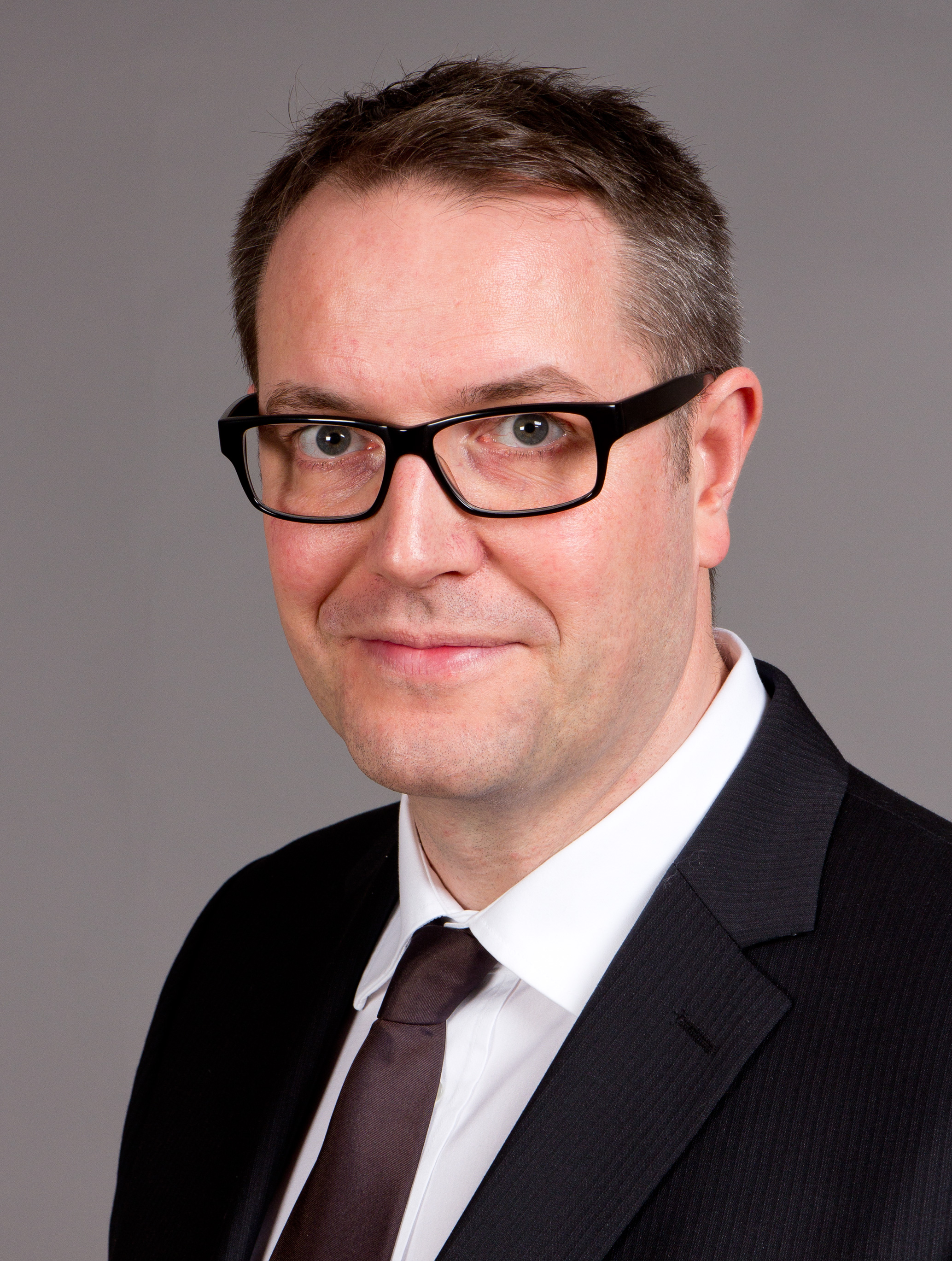
Alexander Schweitzer

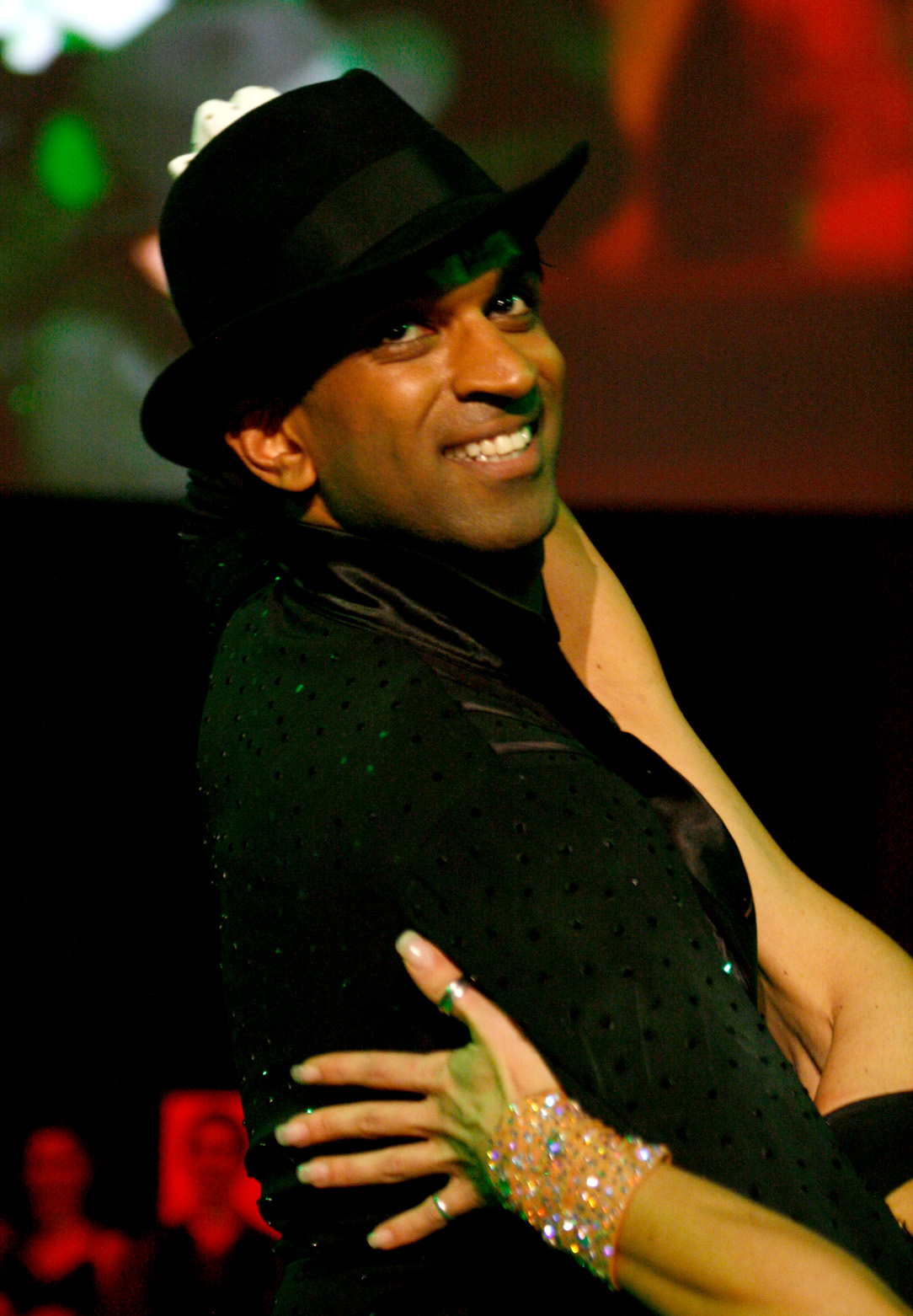
Ramesh Nair

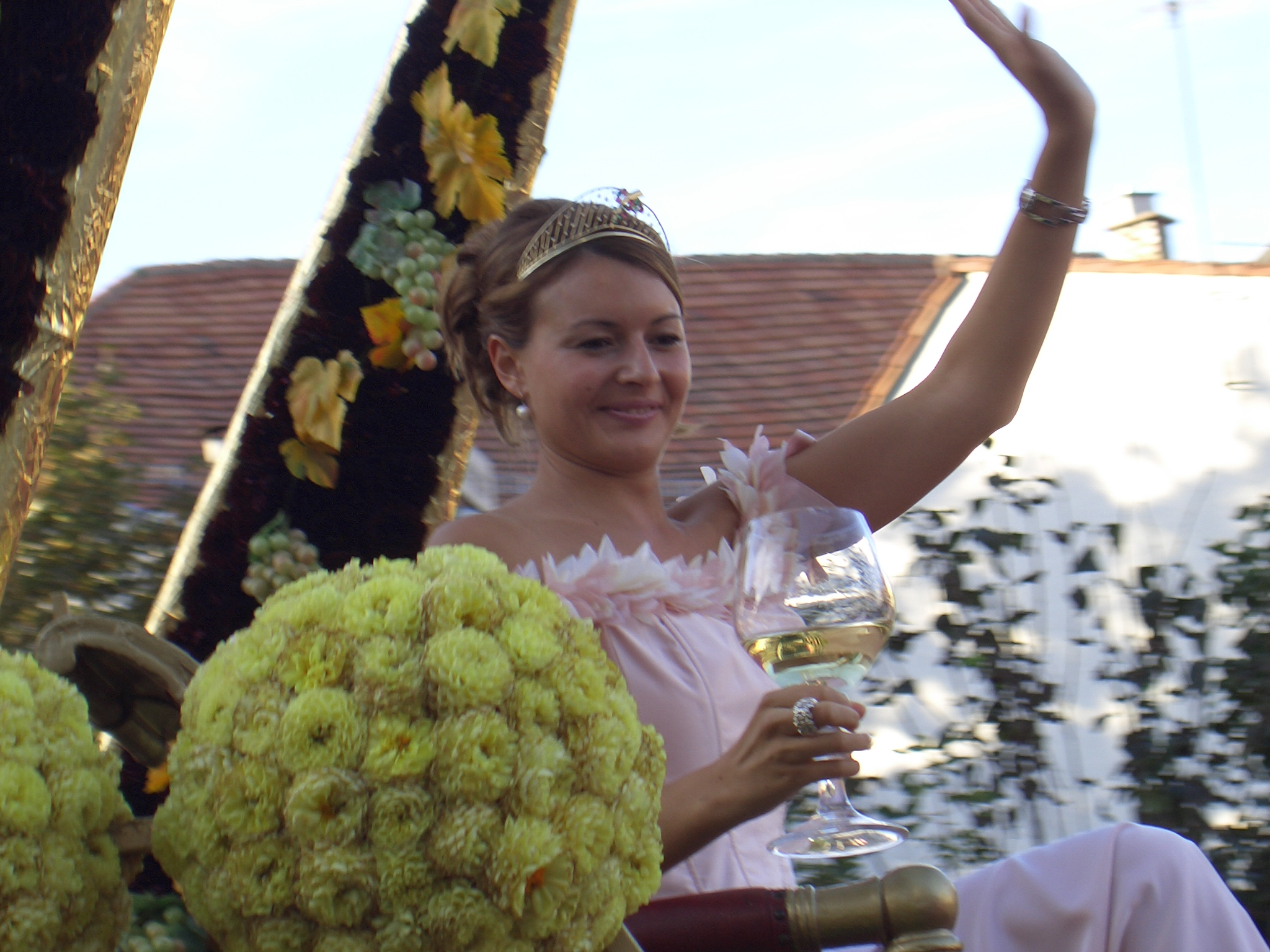
Katja Schweder

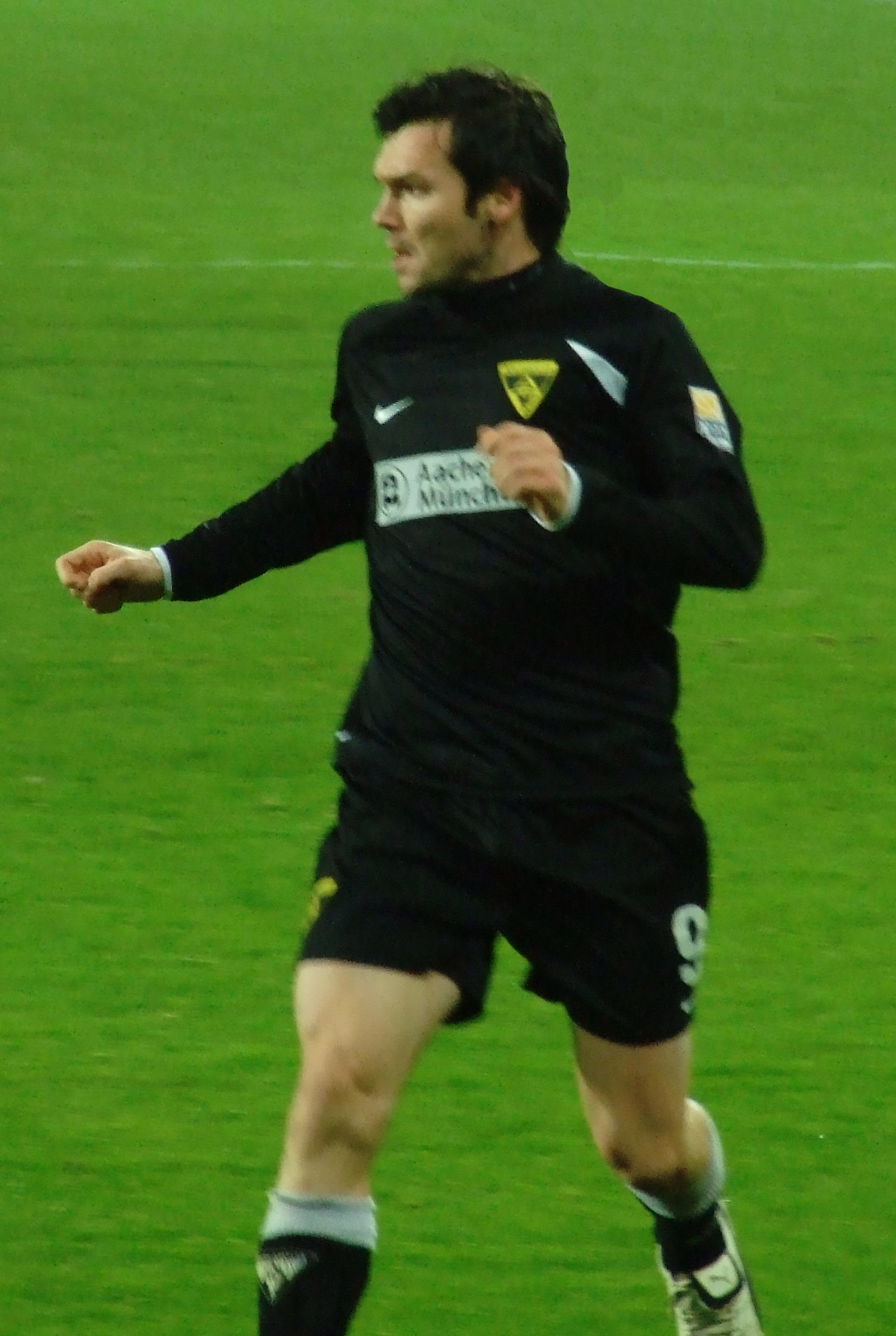
Benjamin Auer

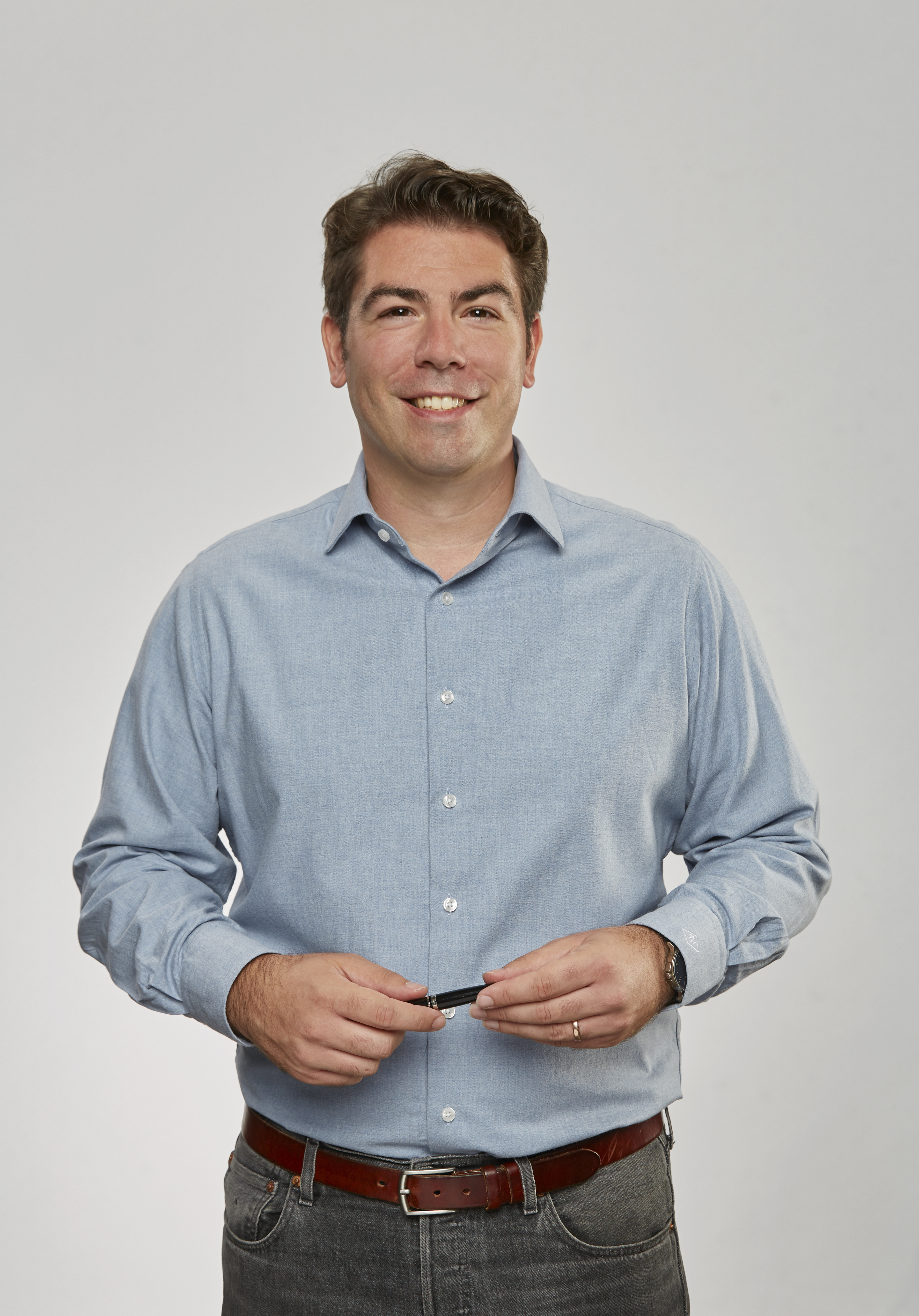
Thomas Hitschler

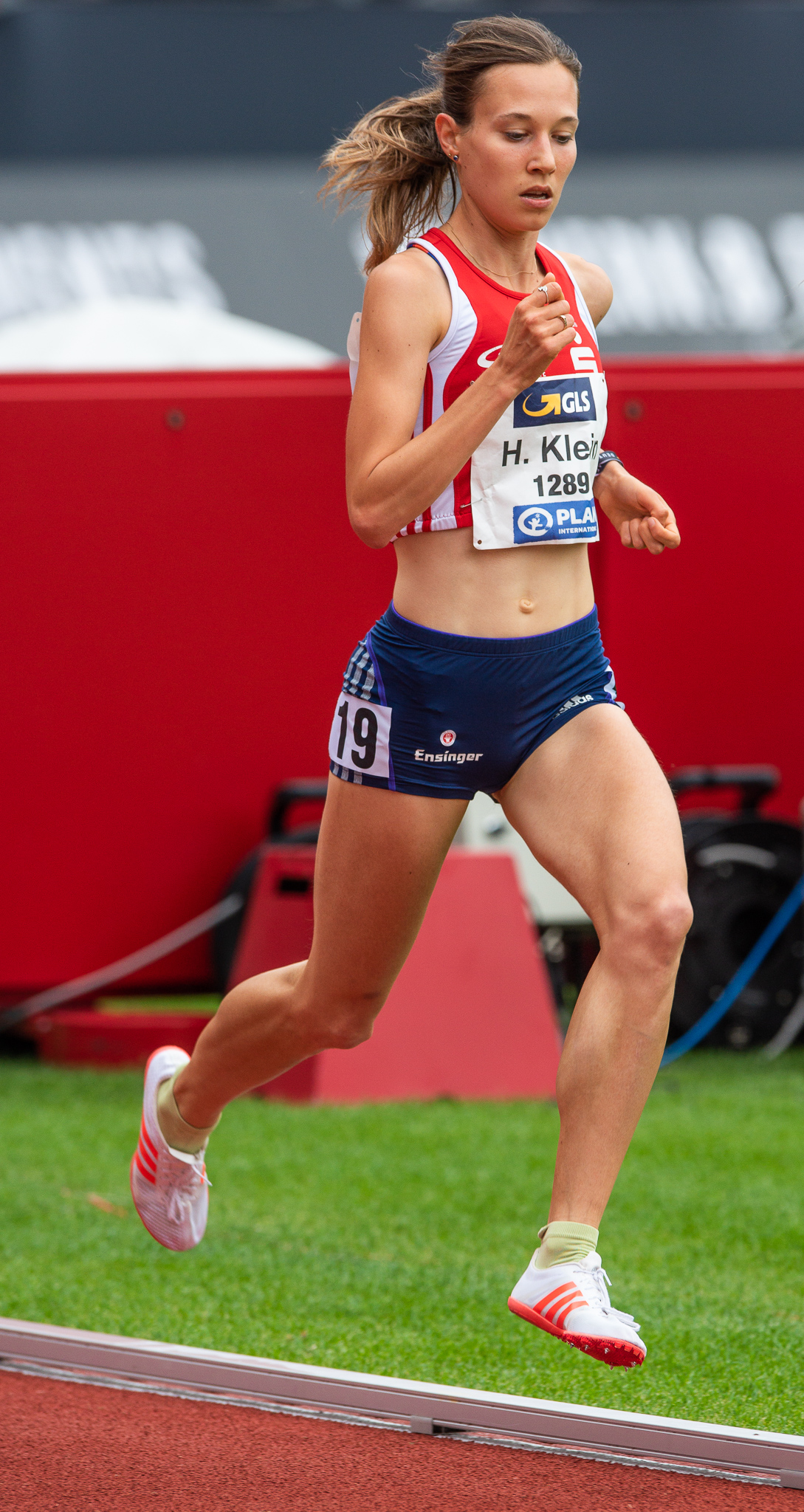
Hanna Klein

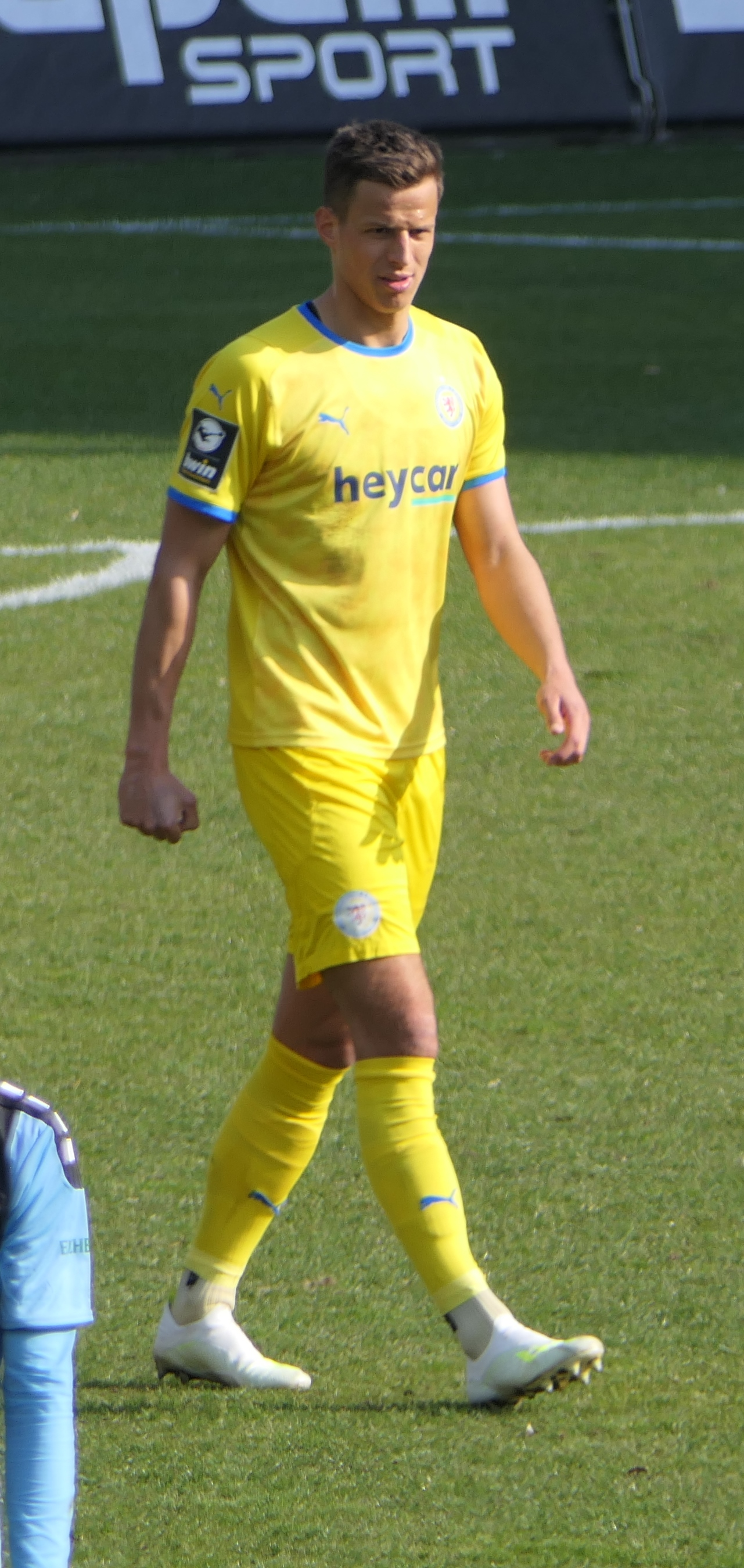
Michael Schultz

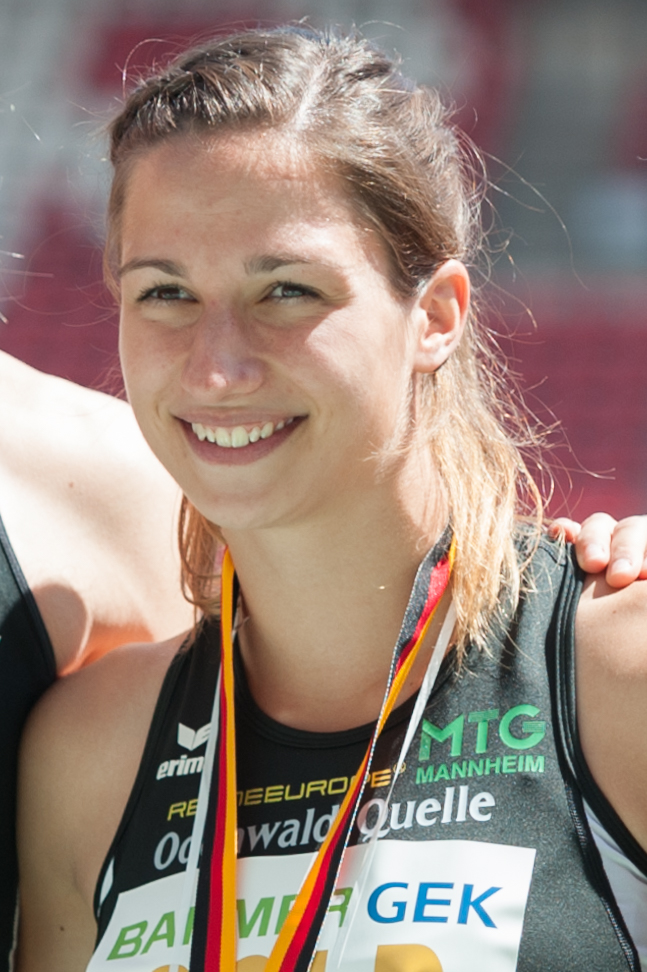
Ricarda Lobe

- Johann Hammann (vor 1482–1499), Drucker und Verleger
- Jacob Hartlieb (vor 1493–1504), Schriftsteller
- Hans Boner (≈1450–1523), Kaufmann, Lieferant und Berater des polnischen Königs Sigismund I.
- Matthäus Bader (≈1550–1598), Pädagoge und Autor
- Johann Jakob Schmauß (1690–1757), Jurist, Historiker und Hochschullehrer
- Johann Caspar Bagnato (1696–1757), Baumeister des Barock in Südwestdeutschland
- Johann Ludwig Eichborn (1699–1772), Händler und Bankier
- Georg Friedrich Dentzel (1755–1828), lutherischer Pfarrer von Landau und französischer Offizier in den napoleonischen Kriegen, Vater von Louis Dentzel
- Johann Christoph Wendland (1755–1828), Gärtner und Botaniker
- Johannes Birnbaum (1763–1832), Jurist, Gerichtspräsident in Zweibrücken, seit 1817 nobilitiert
- Johann Kaspar Adolay (1771–1853), Notar
- Karl Heinrich Schattenmann (1785–1869), Weinbau-Pionier
- Louis Dentzel (1786–1829), französischer Offizier im griechischen Unabhängigkeitskrieg
- Joseph Sellner (1787–1843), deutsch-österreichischer Oboist, Gitarrist, Komponist und Musikpädagoge
- Charles-Frédéric Soehnée (1789–1878), französischer Maler und Fabrikant
- Otto Pauli (Otto Hieronimus Pauli; 1797–1854), Fabrikant und Unternehmensgründer
- Friedrich Mahla (1798–1875), Rechtsanwalt und Bürgermeister in Landau

## 19. Jahrhundert

### 1801 bis 1825
- Heinrich Jakob Fried (1802–1870), Maler
- Franz Joseph Fleischbein (1802–1868), Porträtmaler, Daguerreotypist, Ambrotypist und Zeichenlehrer
- Friedrich Pauli (1804–1868), Arzt und Chirurg
- Heinrich Simon Lindemann (1807–1855), deutscher Philosoph und Hochschullehrer
- Gustav Adolf Gulden (1808–1882), Jurist, Politiker und Mitglied der Frankfurter Nationalversammlung
- Ludwig Molique (1815–1880), Jurist und Politiker
- Carl Eugen Prinz (1815–1891), Jurist, pfälzischer Konsistorial-Direktor und von 1849 bis 1861 bayerischer Landtagsabgeordneter
- Rudolf Joseph Jakob Weiß (1820/1823–1903), Pfarrer und Politiker
- Frederic Abel Senior (1822–1904), US-amerikanischer Tenor, Pianist, Dirigent und Musikpädagoge
- Franz Joseph Lauth (1822–1895), Pädagoge, Orientalist und Fachautor
- Joseph von Parseval (1825–1887), königlich bayerischer Regierungsrat und Kammerherr
- Joseph Max von Vallade (1825–1882), Adeliger und kath. Priester mit persönlichen Verbindungen zum Bayerischen Herrscherhaus

### 1826 bis 1850
- Konrad Krez (1828–1897), Dichter und General
- Carl Richard Petersen (1828–1884), Ingenieur und VDI-Vorsitzender
- Johann Baptist Wolff (1828–1907), Ingenieur, Unternehmer und Politiker
- Friedrich August Mahla (1829–1913), Bürgermeister von 1887 bis 1904
- Carl Woldemar Neumann (1830–1888), Historiker und Offizier
- Heinrich von Vallade (1830–1870), bayerischer Offizier und Prinzenerzieher im Königshaus Wittelsbach
- Michel Bréal (1832–1915), französischer Philologe
- Heinrich von Hessert (1833–1907), Richter und Abgeordneter im Königreich Bayern
- Jacob Barth (1835–1903), Sänger (Bariton)
- Julius Petersen (1835–1909), Reichsgerichtsrat, MdR
- Thomas Nast (1840–1902), Karikaturist und „Vater“ des amerikanischen politischen Cartoons
- Ferdinand von Lamezan (1843–1896), Diplomat
- Friedrich Colin (1844–1909), Kaufmann und Offizier
- Gustav Wolffhügel (1845–1899), Hygieniker und Hochschullehrer in Göttingen
- Georg Wilhelm Hofmann (1846–1923), Jurist und Reichsgerichtsrat

### 1851 bis 1875
- Eduard Vongerichten (1852–1930), Chemiker
- Ludwig Levy (1854–1907), Architekt (insbesondere Synagogen und Kirchen)
- Karl Poellath (1857–1904), Ingenieur, Fabrikinspektor und Gründer des Münchner Arbeitermuseums
- Ludwig von Seither (1857–1945), General der Artillerie
- Philipp Kühner (1858–1922), Verleger, Journalist und Politiker
- Caesar Seligmann (1860–1950), Rabbiner
- Karl Theodor Stöpel (1862–1940), Nationalökonom und Forschungsreisender
- Johanna Finkler (1863–1908), Malerin
- Adolf Ufer (1863–1939), Verwaltungsjurist
- Jakob von Danner (1865–1942), Offizier
- Ernst Maxon (1867–1952), Mediziner und Träger des Bundesverdienstkreuzes
- Ernst Jaeger (1869–1944), Jurist und Hochschullehrer
- Kurt Wolffhügel (1869–1951), Tierarzt und Parasitologe, Helminthologe und Moosesammler
- Gustav Weil (1871–1941), Stadtrat in Neustadt und NS-Opfer
- Ludwig Maria Hugo (1871–1935), Bischof von Mainz
- Hermann Rettig (1872–1958); Ministerialbeamter
- Karl Euler (1873–1960), Theologe und deutsch-christlicher Oberkonsistorialrat

### 1876 bis 1890
- Franz von Hörauf (1878–1957), Politiker (NSDAP)
- Alfred Joseph Koch (1879–1951), Benediktiner-Erzabt in den USA, Kanzler der katholischen Universität Peking
- Johann Weber (1879–1916), römisch-katholischer Priester im Bistum Speyer, sowie heimatgeschichtlicher Schriftsteller
- Karl Friedrich Esser (1880–1961), Verleger und Politiker (SPD)
- Wilhelm Sieben (1881–1971), Dirigent
- Maximilian von Zottmann (1882–1966), Generalmajor, Bayerischer Max-Joseph-Ritter
- Friedrich Hirschauer (1883–1979), Offizier, zuletzt General der Flakartillerie der Luftwaffe im Zweiten Weltkrieg
- Ludwig Nobis (1883–1951), Architekt
- Ludwig Kohl-Larsen (1884–1969), Arzt und Forschungsreisender
- Theodor Geib (1885–1944), General der Artillerie im Zweiten Weltkrieg
- Adam Sahrmann (1885–nach 1938), Historiker und Leiter der Höheren Töchterschule 1912–1938
- Leopold Cordier (1887–1939), evangelischer Theologe
- Max Hauttmann (1888–1926), Kunsthistoriker
- Lewis Ruth (1889–1941), Musiker und Bandleader (z. B. Dreigroschenoper)
- Helmuth Theodor Bossert (1889–1961), Kunsthistoriker und Vorderasiatischer Archäologe
- Elisabeth Mahla (1889–1974), Frauenrechtlerin
- Adolf Kessler (1890–1974), Kunstmaler
- Fritz Winter (1890–1952), Künstler und Illustrator

### 1891 bis 1900
- Karl Keller-Tarnuzzer (1891–1973), Schweizer Archäologe und Konservator
- Gustav Harteneck (1892–1984), General der Kavallerie
- Wilhelm Spindler (1893–1937), Politiker (BVP)
- Ferdinand Jodl (1896–1956), General der Gebirgstruppe
- Ernst Maisel (1896–1978), Generalleutnant
- Hermann Croissant (1897–1963), Maler und Mitglied der Arbeitsgemeinschaft Pfälzer Künstler (APK)
- Martha Saalfeld (1898–1976), Autorin
- Eugen Croissant (1898–1976), Maler und Karikaturist
- Lil Picard (1899–1994), Schauspielerin und Journalistin
- Kurt Wolf (1899–1975), Verwaltungsjurist
- Hans Moser (1900–1988), Apotheker und Politiker (CDU)
- Otto Brenneis (1900–1945), SS-Funktionär
- Karl Peter Gillmann (1900–1963), Leichtathlet, Stummfilmschauspieler und Drehbuchautor
- Eduard Kern (1900–1966), Politiker (FDP, SPD)
- Otto Schwarzenberger (1900–1980), SS-Führer

## 20. Jahrhundert

### 1901 bis 1920
- Karl Josef Ferber (1901–nach 1971), Jurist, der während des „Dritten Reichs“ als Richter am Sondergericht Nürnberg tätig war
- Edwin Joerges (1901–nach 1966), Verwaltungsjurist
- Betty Astor (1902–1972), Filmschauspielerin
- Siegfried Orth (1902–nach 1967), Verwaltungsjurist
- Walter Reichhold (1904–2001), Diplomat
- Karl Max von Hellingrath (1905–1977), Bankmanager
- Julius Müller-Landau (1907–1992), Pianist
- Heinrich Günthert (1907–1999), Bahnbeamter
- Theodor Kaul (1908–1974), evangelischer Pfarrer und Kirchenhistoriker
- Hans Moster (1910–1982), Lehrer und Gründer der Pfälzer Weinkehlchen
- Willi Nöther (1912–2004), Komponist und Musikpädagoge
- Immolata Wetter (1913–2005), Generaloberin der Maria-Ward-Schwestern
- Marie Strieffler (1917–1987), Malerin
- Hans-Willi Syring (1918–1999), Politiker (SPD, FDP)
- Ludwig Anton Doll (1919–2009), Historiker und Archivar

### 1921 bis 1930
- Ruth Baron (1921–2008), Journalistin
- Liesel Winkelsträter (1921–2010), Politikerin (SPD)
- Richard Rudolf Klein (1921–2011), Komponist und Musikpädagoge
- Margot Stempel-Lebert (1922–2009), Plastikerin
- Helmut Hilz (1924–2011), Chemiker
- Werner Scharhag (1926–2007), Politiker (SPD)
- Michael Croissant (1928–2002), Bildhauer
- Berthold Roland (1928–2022), Kunsthistoriker
- Friedrich Wetter (* 1928), emeritierter Erzbischof des Erzbistums München und Freising
- Gerd Runck (1929–2012), Autor
- Wolf-Dieter Stempel (* 1929), Romanist und Sprachwissenschaftler

### 1931 bis 1940
- Dieter Geropp (* 1932), ordentlicher Professor für Strömungstechnik in Siegen[1]
- Wolfgang Vogelsgesang (1932–2000), Politiker (CSU)
- Mechthild Heieck (1933–2011), Altphilologin
- Hermann Rink (* 1935), Strahlenbiologe
- Ingobert Heieck (1936–1993), Ordensbruder, Gärtner und Autor
- Hermann Straßner (1936–2023), Fußballspieler
- Günter Follmer (1937–1995), Privatbankier, Honorarkonsul von Monaco und Träger des Bundesverdienstkreuzes
- Reiner Toussaint (1937–2013), Brigadegeneral der Bundeswehr
- Manfred Ecker (* 1938), Träger des Verdienstordens des Landes Rheinland-Pfalz
- Dieter Schnell (* 1938), Arzt
- Rudolf Tartter (1938–2006), Politiker (CDU)
- Walter Keller (1938–2023), Zellbiologe und Molekularbiologe
- Klaus Heinrich Keller (1938–2018), Maler
- Hans Hermann Dieckvoß (* 1939), Jurist und Politiker (FDP)
- Gerhard Stäblein (1939–1993), Geograph
- Wolfgang Diehl (* 1940), Schriftsteller

### 1941 bis 1950
- Hans-Dieter Scherthan (1943–2018), Politiker (CDU)
- Bernd Schwamm (* 1943), Drehbuchautor, Regisseur, Schauspieler
- Adelheid Weiss, geb. Moser (* 1943), Internistin, Palliativmedizinerin und Stadträtin
- Theo Kautzmann (* 1948), Politiker (CDU)
- Wolfgang Born (* 1949), General der Bundeswehr
- Uschi Eid (* 1949), Politikerin (GRÜNE)
- Wolfgang Fuchs (1949–2016), Jazz- und Improvisationsmusiker
- Joachim Glatz (* 1950), Kunsthistoriker und Denkmalpfleger
- Gerhard Messemer (* 1950), Künstler
- Fritz Strack (* 1950), Sozialpsychologe, Wissenschaftler

### 1951 bis 1960
- Werner Heil (* 1951), Physiker
- Frank Petersen (* 1951), Schlagersänger
- Rainer Hällfritzsch (* 1952), Dokumentarfilmer und Drehbuchautor
- Michael Ehrhart (1953–2017), Fotograf
- Ulrich Marzolph (* 1953), Religions- und Islamwissenschaftler
- Helmut Schultz (1953–2023), Politiker (CDU)
- Monika Follenius (* 1954), Malerin
- Albrecht Hornbach (* 1954), Unternehmer
- Hans-Dieter Schlimmer (* 1954), Politiker (SPD)
- Wolfgang Schwarz (* 1954), Politiker (SPD)
- Nikolaus Wegmann (* 1954), germanistischer Literaturwissenschaftler
- Stephan Eisel (* 1955), Politiker (CDU)
- Helmut Eichenlaub (* 1955), Politiker (CDU)
- Peter Habermehl (* 1955), Altphilologe
- Eva-Maria Pfeiffer (* 1955), Biologin
- Helga Laux (* 1956), Juristin, Arbeits- und Verfassungsrichterin
- Rüdiger Schmitt-Beck (* 1956), Politologe
- Wolfgang Strack (1956–2022), Installationskünstler
- Rolf Übel (* 1956), historischer Schriftsteller
- Volker Zotz (* 1956), Philosoph und Religionswissenschaftler
- Hans-Jürgen Arnswald (1957–2025), Fußballspieler
- Georg Bumiller (* 1957), Architekt
- Friedhelm Köhler (* 1957), Psychologe und Unternehmensberater
- Christoph Marx (* 1957), Historiker
- Regina Pfanger (* 1957), Lehrerin und Autorin
- Stefan Bevier (1958–2018), Dirigent
- Manfred Cuntz (* 1958), Astrophysiker
- Hubert Job (* 1958), Geograph
- Karénina Kollmar-Paulenz (* 1958), Religions- und Zentralasienwissenschaftlerin
- Karl-Emil Kuntz (* 1958), Koch
- Georg Agrikola (* 1959), Ruderer
- Daniel Graepler (* 1959), Klassischer Archäologe
- Olaf Gouasé (* 1959), Politiker (CDU)
- Wolfgang Jost (* 1959), Neurologe, Wissenschaftler
- Armin Hott (* 1960), Künstler und Illustrator

### 1961 bis 1970
- Martin Estelmann (* 1961), Richter
- Franz Waldenberger (* 1961), Ökonom
- Joachim Wambsganß (* 1961), Astrophysiker
- Éric de Moulins-Beaufort (* 1962), französischer Geistlicher, Erzbischof von Reims und Vorsitzender der französischen Bischofskonferenz
- Hans Giessen (* 1962), Hochschullehrer und Publizist
- Michael Kalmbach (* 1962), Maler und Bildhauer
- Michael Serr (* 1962), Fußballspieler
- Oliver Stiess (* 1962), Verbandsfunktionär
- Andreas Heinz (* 1963), Jurist und Richter am Bundessozialgericht
- Dieter Kugelmann (* 1963), Rechtswissenschaftler
- Harriet Buchheit (* 1963), Kinderbuchautorin
- Bernhard Mathäss (* 1963), Bildhauer
- Eugen Ziegler (* 1963), Politiker (AfD)
- Stefan Beyerle (* 1964), Theologe
- Christine Biehler (* 1964), Künstlerin und Kunstvermittlerin
- Ludwig Kuntz (* 1964), Gesundheitsökonom
- Anne Lünenbürger (* 1964), Opernsängerin
- Peter Wehrheim (* 1964), Agrarwissenschaftler und EU-Beamter
- Peter Busch (* 1965), Theologe
- Matthias Grimminger (* 1965), Komponist; Musiker; Klarinettist; Arrangeur und Herausgeber
- Uwe Ittensohn (* 1965), Schriftsteller
- Stephan Mögle-Stadel (* 1965), Publizist und Buchautor
- Michael Schorr (* 1965), Filmregisseur
- Charlotte Seither (* 1965), Komponistin
- Michael Gerhard Kaufmann (* 1966), Musikwissenschaftler
- Michael Najjar (* 1966), Medienkünstler und Fotograf
- Jochen Stäblein (* 1966), Kameramann
- Thomas Hirsch (* 1967), Politiker (CDU)
- Christof Reichert (* 1967), Politiker (CDU)
- Oliver Röller (* 1967), Biologe, Naturkundler, Umweltpädagoge und Naturbuchautor
- Christine Werner (* 1967), Schriftstellerin und Radiojournalistin
- Jochen Bung (* 1968), Rechtswissenschaftler und Hochschullehrer
- Maximilian Ingenthron (* 1968), Politiker (SPD)
- Ralph Gelbert (* 1969), Maler
- Martin Hellmann (* 1969), Autor und Gymnasiallehrer
- Thomas Müller (* 1969), Philosoph
- Stefan Schönberg (* 1969), Radiologe und Hochschullehrer
- Jürgen Winkelblech (* 1970), Filmeditor
- Volker Wissing (* 1970), Jurist und Politiker (parteilos, zuvor FDP)

### 1971 bis 1980
- Martin Blankemeyer (* 1971), Filmregisseur und Filmproduzent
- Frank Dobler (* 1971), Sportschütze
- Gerhard Ernst (* 1971), Philosoph und Hochschullehrer
- Christian Kehrt (* 1971), Historiker
- Nicole Humbert (* 1972), Stabhochspringerin
- Hans Kundnani (* 1972), britischer politischer Analyst und Berater sowie Germanist, Journalist und Autor
- Christine Schneider (* 1972), Politikerin (CDU)
- Stefan Gaffory (* 1973), Schriftsteller, Musikjournalist und Rundfunkmoderator
- Bas Kast (* 1973), Autor
- Alexander Schweitzer (* 1973), Politiker (SPD)
- Andy Becht (* 1974), Jurist, Anwalt und Politiker (FDP)
- Thomas Hengen (* 1974), Fußballspieler
- Hannes Kopf (* 1974), Jurist, Ministerialbeamter und Politiker (SPD)
- Jochen Kuhn (* 1974), Physikdidaktiker
- Stefen Schmitt (* 1974), Filmeditor
- Markus Wambsganss (* 1974), Regisseur, Drehbuchautor, Filmeditor, Filmproduzent und Animator
- Ramesh Nair (* 1975), indischer Choreograph, Tänzer, Bühnendarsteller und Sänger
- Susanne Ganster (* 1976), Politikerin (CDU)
- Mischa Honeck (* 1976), Historiker
- Eva Katz (* 1976), Leichtathletin und Bergläuferin
- Astrid Wallmann (* 1979), Politikerin (CDU)
- Maria Weimer (1979–2024), schwedische Diplomatin und Politikerin
- Katja Schweder (* 1980), deutsche Weinkönigin 2006/2007
- Kris Menace (* 1980), Internationaler Musikproduzent und Discjockey

### 1981 bis 1990
- Benjamin Auer (* 1981), Fußballspieler
- Philip Niederberger (* 1981), Sänger (Bariton), SWR Vokalensemble Stuttgart
- Stefan Ruppe (* 1981), Schauspieler, Wortspieler und Musiker
- Gregory Scholz (* 1981), Politiker (SPD)
- Thomas Hitschler (* 1982), Politiker (SPD)
- Andreas Suchanek (* 1982), Autor
- Patrick Brechtel (* 1983), Fußballspieler
- Jasmin Perret (* 1983), Musikerin und Komponistin
- Melanie Noll (* 1984), mehrfache Pokalgewinnerin beim Pfälzer Berglaufpokal
- Melanie Leyendecker (* 1985), Schauspielerin
- Timo Gerach (* 1986), Fußballschiedsrichter
- Sven Koch (* 1986), Politiker (CDU)
- Jasmin Barthel (* 1988), Leichtathletin
- Patrick Lechner (* 1988), Radprofi
- David Guthier (* 1989), Politiker (SPD)
- Marlene Kalf (* 1990), Handballspielerin

### 1991 bis 2000
- Fabian Altstötter / Jungstötter  (* 1991), Musiker
- Diyab Simon Dabschah (* 1991), Profiboxer
- Max Dehling (* 1993), Journalist, Fernseh- und Hörfunkmoderator
- Hanna Klein (* 1993), Leichtathletin
- Michael Schultz (* 1993), Fußballspieler
- Ricarda Lobe (* 1994), Hürdensprinterin und Deutsche Meisterin mit der 4-mal-100-Meter-Staffel
- Jan May (* 1995), Bahnradsportler
- Niklas Hoffmann (* 1997), Fußballspieler
- Paul Stock (* 1997), Fußballspieler
- Bujar Tahiri (* 1998),  Profiboxer
- Amelie Föllinger (* 2000), Leichtathletin

## 21. Jahrhundert
- William Lauth (* 2002), Turniertänzer im Standardtanz und Hörfunkmoderator